# 托米尼安省

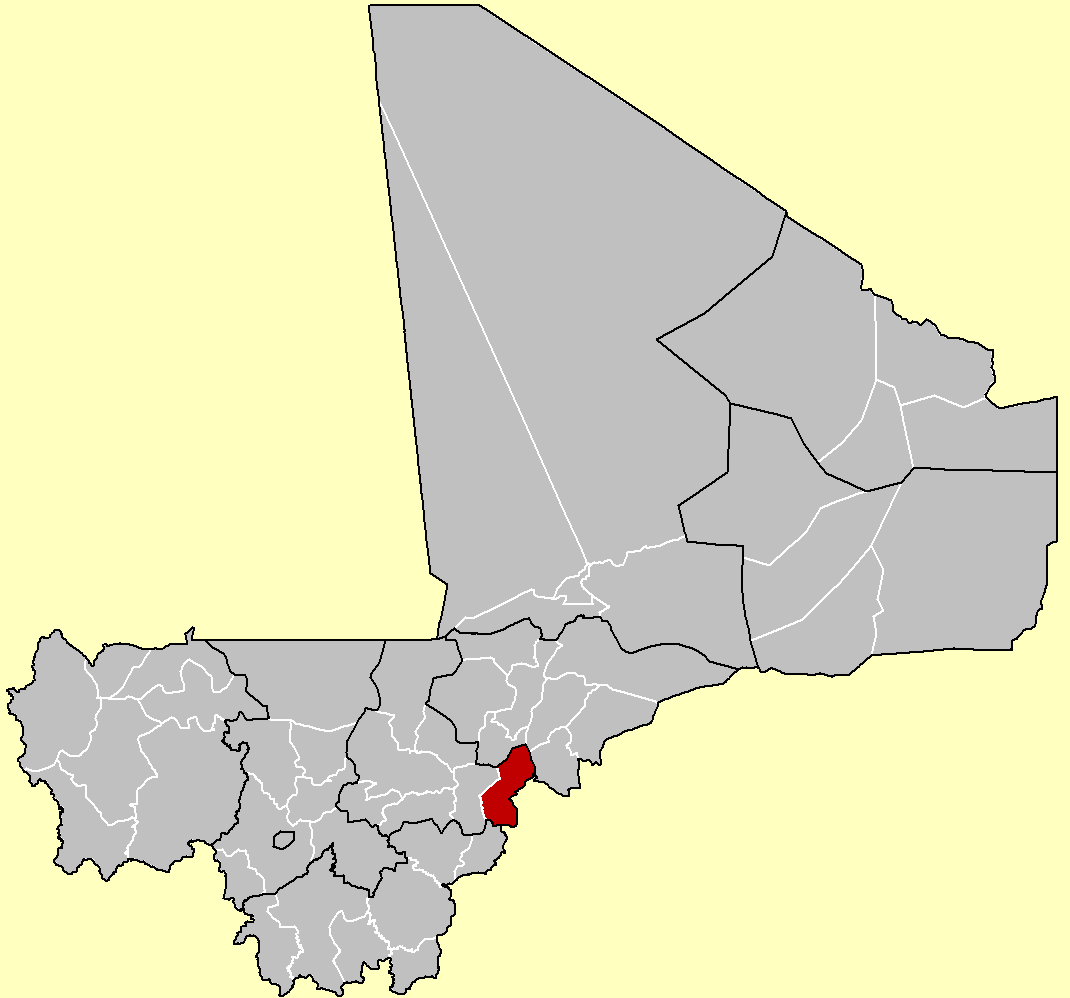

托米尼安省（法語：Cercle de Tominian），是馬里的省份，位於該國中部，由塞古區負責管轄，首府設於托米尼安，面積6,573平方公里，2009年人口219,853，人口密度每平方公里33人。